# Lublins getto
Lublins getto var ett getto i Lublin i Generalguvernementet från 1941 till 1943. Gettots invånare bestod i huvudsak av polska judar, men det fanns även romer där. År 1942 deporterades omkring 34 000 personer från Lublins getto till förintelselägren Bełżec och Majdanek.